# كين شريدر
كين شريدر (بالإنجليزية: Ken Schrader)‏ هو سائق سيارة سباق أمريكي، ولد في 29 مايو 1955 في فينتون في الولايات المتحدة.

## وصلات خارجية
- الموقع الرسمي
- كين شريدر على موقع Racing-Reference.info (الإنجليزية)